# Liste des sénateurs belges (législature 1946-1949)
Pour les articles homonymes, voir Liste des sénateurs belges.
Liste des sénateurs pour la législature 1946-1949 en Belgique, à la suite des élections législatives par ordre alphabétique.

## Président
- Henri Rolin (11.11.47) remplace Robert Gillon

## Membres

### Élus
1. Emile Allewaert (arr. Roulers-Tielt)
2. Robert Ancot (nl) (arr. Bruges)
3. Franciscus Baur (arr. Gand-Eeklo)
4. Louis Bernard (arr. Charleroi-Thuin)
5. Alfred Bertrang (arr. Arlon-Marche-Bastogne/Neufchâteau-Virton)
6. Emile Blavier (arr. Hasselt/Tongres-Maaseik) (+10.8.1946) remplacé 1.10.1946 par Maximilien Ramaekers
7. Jean Bouilly, secrétaire (arr.Mons-Soignies)
8. Arnold Boulanger (arr. Liège)
9. Albert Bouweraerts (nl) (arr. Bruxelles)
10. Robert Catteau (arr. Bruxelles)
11. Arthur Clays (arr. Courtrai-Ypres)
12. Félix Coenen (arr. Bruxelles)
13. Vicomte Vincent Cossée de Maulde (arr. Tournai-Ath)
14. Lode Craeybeckx (arr.anvers)
15. Gaston Crommen (arr. Gent-Eeklo)
16. comte Charles d'Aspremont Lynden (arr. Namur/Dinant-Philippeville)
17. August De Boodt (nl) (arr. Malines-Turnhout)
18. Victor De Bruyne (arr. Anvers)
19. Marcel Decoene (arr. Bruxelles)
20. Mme Alice Degeer-Adère (arr. Mons-Soignies)
21. Gustaaf De Haeck (arr. Audenarde-Alost)
22. Robert de Kerchove d'Exaerde (arr. Anvers)
23. comte Henri de la Barre d'Erquelinnes, questeur (arr. Mons-Soignies)
24. Étienne de la Vallée Poussin (arr. Bruxelles)
25. Baronne Agnès della Faille d'Huysse (Audenarde-Alost)
26. Hendrik Delport (arr. Louvain)
27. Hendrik de Man (arr.Courtrai-Ypres)
28. Guillaume-Ghislain De Nauw (arr. Audenarde-Alost)
29. DrPierre Depage (arr. Bruxelles) (jusqu'au 20.5.1947; remplacé le 3.6.1947 par DrJacques Duchaine)
30. Charles Derbaix (arr. Charleroi-Thuin)
31. René De Smedt (arr. Roulers-Tielt)
32. Ghislain Dhondt (arr.Roulers-Tielt)
33. Octave Dierckx (arr. Bruxelles)
34. Louis Donvil (arr. Louvain)
35. Amédée Doutrepont, questeur (arr. Bruxelles)
36. Jean Fonteyne (arr. Charleroi-Thuin)
37. Henri Glineur (arr. Charleroi-Thuin)
38. Robert Godding (arr. Anvers)
39. Arsène Gribomont (arr. Arlon-Marche-Bastogne/Neufchâteau-Virton)
40. Léon Guinotte (arr. Bruxelles)
41. Jules Hans (arr.Nivelles)
42. Hyacinth Harmegnies (arr.Mons/Soignies)
43. Louis Huart (arr. Namur/Dinant-Philippeville)
44. Etienne Jacobs (arr. Tongres-Maaseik)
45. Alexander Jansegers (arr. Malines-Turnhout)
46. Jozef Jespers (arr. Anvers)
47. Albert Kluyskens (arr. Gand-Eeklo)
48. Hubert Lapaille (arr. Huy-Waremme)
49. Victor Lenger (arr. Arlon-Marche-Bastogne/Neufchâteau-Virton) (+ 31.3.1947-remplacé par Jules Massonnet)
50. Alfred Leurquin (arr.Nivelles)
51. Jules Levecq (ar. Mons-Soignies)
52. Edmond Leysen (arr. Malines-Turnhout)
53. Cassian Lohest (nl) (arr. Liège)
54. Edmond Machtens (arr. Bruxelles)
55. Maquet (arr. Namur/Dinant-Philippeville) (+1948)
56. Léon Matagne (arr.Charleroi-Thuin), 1er vice-président
57. Maurice Mayence (arr. Charleroi-Thuin) démission le 14.3.1946, remplacé par le baron René de Dorlodot
58. baron Georges Meyers (nl) (arr. Hasselt/Tongres-Maaseik)
59. Paul Michot (arr. Liège)
60. Andries Mondelaers (arr. Hasselt/Tongres-Maaseik)
61. Henri Moreau de Melen (arr. Liège)
62. Albert Moulin (arr.Tournai-Ath)
63. Gilbert Mullie (arr.Courtrai-Ypres), 3e vice-président
64. Joseph Nihoul (arr. Huy-Waremme)
65. Henri Ohn (arr.Verviers)
66. Alphonse Pincé (nl) (arr. Termonde-Saint-Nicolas)
67. Marius Renard (arr.Bruxelles) (+ 19.7.1948) remplacé par Jeanne Beeckman, vve. Vandervelde
68. Edmond Ronse (arr. Gand-Eeklo)
69. Maurice Schot (arr. Louvain)
70. Georges Sironval (arr. Verviers)
71. Marcel Sobry (arr.Furnes-Dixmude-Ostende)
72. Maurice Steyaert (arr. Malines-Turnhout)
73. Narcisse Struvay (arr. Namur/Dinant-Philippeville)
74. Paul Struye (arr. Bruxelles)
75. Jean Taillard (arr. Bruxelles), secrétaire
76. Karel Tobback (arr. Anvers)
77. Léon-Éli Troclet (arr. Liège)
78. Charles Van Belle (arr.Liège), questeur
79. Jacques Van Buggenhout (nl) (arr. Furnes-Dixmude-Ostende)
80. Frans-Vital Van der Borght (arr. Louvain)
81. Edouard Van Eyndonck (arr.Anvers)
82. Willy Van Gerven (arr. Termonde-Saint-Nicolas)
83. DrCamille Van Graefschepe (arr. Tournai-Ath)
84. Jozef Van In (arr. Malines-Turnhout)
85. Liban Van Laeys (nl) (arr. Termonde-Saint-Nicolas)
86. Edgard Van Oudenhove (arr. Audenarde-Alost)
87. Theofiel Van Peteghem (nl) (arr. Termonde-Saint-Nicolas)
88. William Van Remoortel (arr. Bruxelles)
89. Joseph Van Roosbroeck (arr.Malines-Turnhout)
90. Paul Van Steenberge (nl) (arr. Gand-Eeklo)
91. Maurice Verbaet (nl) (arr. Anvers)
92. Arthur Verbrugge (arr. Bruges)
93. Emiel Vergeylen (arr. Gand-Eeklo)
94. Piet Vermeylen (arr. Bruxelles)
95. Remi Wallays (nl) (arr. Courtrai-Ypres)
96. Edmond Yernaux (arr.Charleroi-Thuin)
97. Louis Zurstrassen (arr.Verviers)

### Provinciaux
- Joseph Baert
- Auguste Buisseret
- Louis Catala
- Andreas Clercx
- August De Block
- De Groote
- Maurice Delmotte
- Ursmar Depotte
- Pierre De Smet
- Devaux
- Jacques De Vocht
- Paul Estienne
- Gustaaf Gabriël (nl)
- Ely Kinet
- Léonce Lagae
- Laurens
- Paul Libois
- Albert Lilar
- François Logen
- Alphone Marlon, remplace le 1er octobre 1946 Ely Kinet démissionnaire.
- Georges Mazereel
- Léonard Meurice
- Edgard Missiaen
- Roger Motz
- Cyriel Neefs
- Gerard Neels (nl)
- Pierre Nothomb
- Maurice Orban
- Étienne Orban de Xivry
- Clovis Piérard (jusqu'au 30 avril 1947) remplacé par René Leclercq le 3.6.1947)
- Édouard Ronvaux
- Maurice Servais
- Alexandre Spreutel
- Henri Stamps (+ 1948, remplacé le 19.10.1948 par Laure Bodson)
- Raoul Tack
- Octaaf Van den Storme
- Georges Vanhonsebrouck
- Eduardus Van Kerckhoven
- Victor Van Laerhoven
- Frans Van Loenhout
- Cyrille Van Overbergh
- Julien Versieren
- Wijn

### Cooptés
- Mlle Maria Baers catholique, secrétaire
- DrJean Baltus catholique
- Pieter-Jan Broekx (nl) catholique
- Mme Georgette Ciselet libéral
- Ernest Coeckelbergh catholique
- H. Craps socialiste
- Edgard De Bruyne catholique
- Joseph De Clercq catholique, questeur
- Maurice Delbouille socialiste (démissionnaire le 29 juillet 1947) remplacé par Jean Allard
- Robert Gillon libéral, président
- Victor Goossens communiste
- Joseph Hanquet catholique, secrétaire
- Justin Houben catholique (démissionnaire en 1947) remplacé le 29/7/1947 par Romain Moyersoen
- Arthur Jauniaux socialiste
- Odilon Knops socialiste
- Corneille Mertens socialiste
- Ferdinand Minnaert communiste
- Charles Petit catholique
- Joseph Pholien, catholique 2e vice-président
- Henri Rolin socialiste
- Mme Marie Spaak socialiste
- Paul Van Zeeland catholique